# Casey Krueger

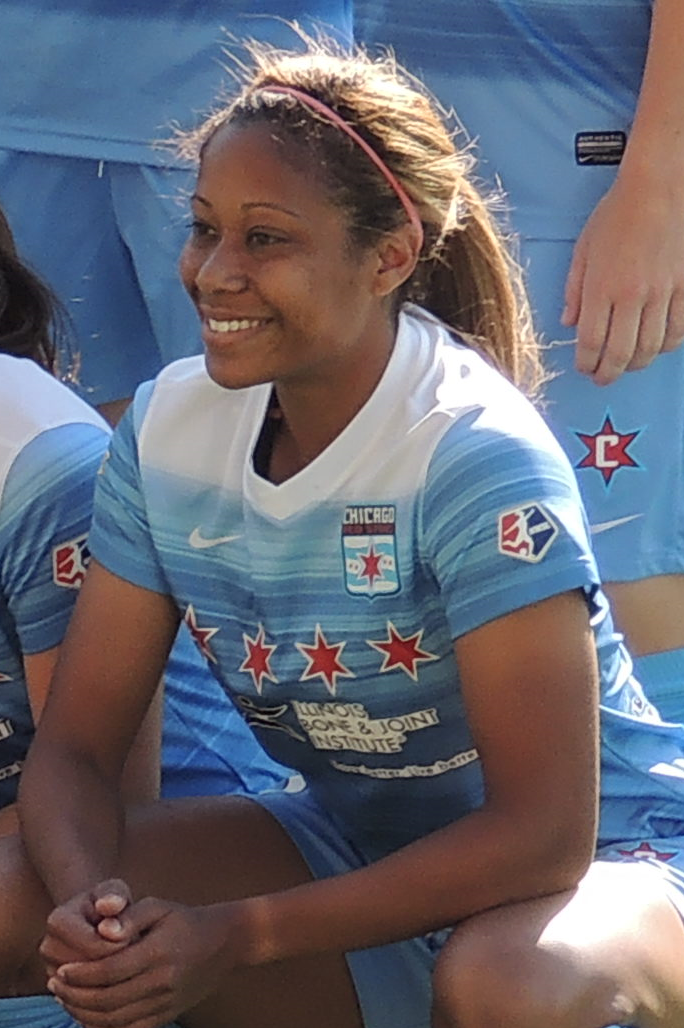
Casey Krueger

Casey Short Krueger, född 23 augusti 1990, är en amerikansk fotbollsspelare.
Hon blev olympisk bronsmedaljör i fotboll vid sommarspelen 2020 i Tokyo.